# Chitrowka (rejon bolszesołdatski)
Chitrowka (ros. Хитровка) – wieś (ros. деревня, trb. dieriewnia) w zachodniej Rosji, w sielsowiecie lubimowskim rejonu bolszesołdatskiego w obwodzie kurskim.

## Geografia
Miejscowość położona jest w pobliżu rzeki Rieut, 6,5 km od centrum administracyjnego sielsowietu lubimowskiego (Lubimowka), 19,5 km od centrum administracyjnego rejonu (Bolszoje Sołdatskoje), 45 km od Kurska.

## Demografia
W 2010 r. miejscowość zamieszkiwało 13 osób.